# Joseph Zähringer
Joseph (in sommige bronnen Josef) Zähringer (15 maart 1929 - 22 juli 1970) was een Duits natuurkundige.

## Biografie
Zähringer studeerde wiskunde, natuurkunde, chemie en mineralogie aan de Universiteit van Freiburg van 1949 tot 1954. In 1955 werd hij aangesteld als assistent.  Hij verhuisde naar het Brookhaven National Laboratory in Upton in 1956.  In 1958 keerde hij terug naar Duitsland om in Heidelberg assistent te worden aan het Max Planck Institut für Astronomie (MPIA), waar hij in 1965 het hoofd van werd.
Zijn voornaamste bijdrage aan de astronomie ligt in zijn studie van gasisotopen in meteorieten en maanstenen met behulp van massaspectrofotometrie, samen met Dr. Oliver Schaeffer. Samen werkten ze bepaalde aspecten van de Apollo 11- en Apollo 12-missies uit.
De maankrater Zähringer is naar hem genoemd.